# Escharina acuminata
Escharina acuminata är en mossdjursart som först beskrevs av Walter Douglas Hincks 1881.  Escharina acuminata ingår i släktet Escharina och familjen Escharinidae. Inga underarter finns listade i Catalogue of Life.